# Cesare Maccari
Cesare Maccari (Sienne, 9 mai 1840 – Rome, 7 août 1919) est un peintre et un aquafortiste italien de la seconde moitié du XIXe et du début du XXe siècle.
Il fut l'élève de Luigi Mussini, l'un des adeptes du purisme italien. 

## Biographie
Cesare Maccari commence son apprentissage comme sculpteur, passe ensuite à la peinture et devient l'élève de Luigi Mussini à l'académie de Sienne.Il étudie les plus grands peintres vénitiens du XVIe siècle, se rend à Florence pour étudier les œuvres des plus grands peintres de la Renaissance florentine, comme Raphaël, Léonard de Vinci.
À Rome, la famille des Savoie, devenue la famille royale d'Italie, lui confie la décoration de la chapelle royale del Sudario (achevée en 1873).
La renommée que lui apporte la réalisation de cette œuvre lui permet d'exécuter ensuite les fresques de la salle Maccari du Palais du Sénat (1882-1888), à la suite d'un concours qu'il remporte.
En 1909, pendant d'importants travaux au palais de justice de Rome, il est frappé de paralysie, ce qui le contraint à abandonner toute activité. 
Il meurt à Rome le 7 août 1919 à l'âge de 79 ans.

## Œuvres
- Fresques au palais Madame de Rome (dont Cicéron dénonce Catilina).
- Fresques  de la Sala del Risorgimento du Palazzo Pubblico (Sienne)
- Fresques de l'église della Consolazione à Gênes (son chef-d'œuvre)
- Fresques de la coupole de la basilique de Loreto (Italie) (1888-1895).
- Tableaux conservés à la Monte dei Paschi di Siena